# 김동학 (장기 기사)
김동학(金東學, 1967년 12월 31일~ )은 대한민국 프로 장기 기사이다. 원래는 중국 료녕성에 거주하였으며, 연변장기협회의 프로 八단이었으나, 부모님과 함께 대한민국으로 와서 대한민국 국적을 취득하고 입단한 장기 기사이다. 중국에 있었을 당시에도 여러대회에서 우승한 경력이 있고, 대한민국에서도 각종 아마추어대회 및 프로 기전에서 몇차례 우승한 경력이 있다.

## 약력
중국 료녕성 출신이다.
- 2004년 한국장기 최고수전 준우승
- 2005년 프로 입단. 제10회 전주시장배 전문기사부 준우승, 제1회 장기 기성전 우승
- 2006년 제1회 총재배 장기 최강자전 준우승, 제5회 국수전 우승
- 2007년 제2회 총재배 장기 최강자전 우승, 제1회 한게임 장기 챔피언스리그 우승
- 2008년 제2회 한게임 장기 챔피언스리그 3위
- 2009년 제1회 세계인 장기 대회 5위
- 2010년 설날특집 및 추석특집 KBS 장기왕전 우승, 제4회 한게임 장기 챔피언스리그 우승, 제3회 총재배 장기 최강자전 준우승
- 2011년 브레인TV 추석특집 장기왕전 우승
- 2012년 설날특집 KBS 장기왕전 준우승